# シグマ ハーモニクス
『シグマ ハーモニクス』（SIGMA HARMONICS）は、2008年8月21日にスクウェア・エニックスから発売されたニンテンドーDS用ゲームソフト。ジャンルはミステリーRPG。

## 概要
本作はそのジャンル名が示す通り、推理を核に据えたミステリーアドベンチャーにRPGの要素を加えたゲームである。タイトル中の「ハーモニクス」に象徴されるように、ゲームを進行する上で音楽が非常に重要な役割を担う。
世界観は現代の日本と似た雰囲気でありながらどこか異なる雰囲気持っており、主に洋館を舞台にして物語は進行していく。過去の時間変革と、それに伴い分岐する時間軸から成る平行世界を舞台としたストーリーが展開していく。表6楽章と裏2楽章で構成された全8章の構成となっている。
人の心を乱して歴史の流れを変革する「逢魔」と呼ばれる存在が、人心を操り本来の歴史には起こりえなかった殺人事件を発生させていく。主人公・黒上シグマと月弓ネオンは時を渡りながらその事件の真相を突き止め、その原因を取り除く事で事件に未然に防ぐのが本作の目的となる。
2010年、EZweb・i-mode・Yahoo!ケータイにてフィーチャーフォン向けに改良した『シグマ ハーモニクス コーダ』を配信。イベントでのみプレイできたシナリオ「水泳部 生徒殺害事件」を追加収録している。

## ストーリー
この世界には、人の心を乱す「逢魔（おうま）」と呼ばれる魔物が存在していた。しかし「使い人（つかいびと）」と呼ばれる人々によって時の狭間に封印され、世界は平和を保っていた。その使い人の一族・黒上家の次期頭首である黒上シグマは、幼馴染の月弓ネオンと共に使い人としての鍛錬に勤しみながらも、学生として平穏な日常を送っていた。
しかし、その平穏は突如として終わりを告げる。世界は廃墟と化し、逢魔が空を覆い、シグマとネオンを除く人々の存在が消えていた。何者かが黒上家が滅亡するように過去を改変し、その結果、使い人の血が途絶え、このような世界と化してしまったのだった。困惑する二人は大時計から時の狭間に飛ばされ、その目の前に黒衣を纏った謎の男が現れる。彼は無数の死を解き明かし、世界をあるべき形に戻すように告げて消えて行った。シグマ達は、真実を解き明かし、未来を取り戻す事を決意。そして時の狭間は、元凶となった時代、時間、場所を再現するのだった。
そこは現在から約50年前の黒上家邸宅だった。当時の黒上家の頭首・静馬、その妻・佳子、娘のねね、大婆の梅、メイドのユリ子、そしてシグマの家の執事に連なる当時の執事・守人。シグマの先祖にあたる彼らは使い人の一族として逢魔と戦いつつ暮らしていたのだが、ある日の夕食で梅が毒殺される。それは、この中の誰かに「大逢魔」が憑依して行わせた犯行であり、黒上家滅亡の発端であった。シグマとネオンは事件の真相を突き止めるべく調査を行い、シグマの特殊能力「超推理」と「時の調律」によって大逢魔の力を削ぎ、「神降ろし」で神霊を宿したネオンがその撃破に成功する。それより事件は無かった事になり、歴史は修正されるはずだったが、世界は元に戻らなかった。
そんなシグマとネオンの前にディクソンとクリスティという男女が現れる。彼らは逢魔を統べる存在「逢魔人」。本来は大時計に厳重に封印されていたのだが、何者かによって封印を解かれたらしい。彼らこそが黒上家滅亡の歴史を作り上げた過去の変革者であった。ディクソンとクリスティは大逢魔を嗾けてまた新たな事件を起こすが、シグマとネオンも調査と超推理を繰り返し、歴史を修正していく。歴史が改変され、被害者、加害者として、時には根本の境遇すら変えて翻弄されていく過去の黒上家の面々。事件が進むにつれ、ねねの弟・ゆう、譲葉の頭首・芙蓉、その息子の麟と、事件の「役者」も増えていく。一方、シグマはネオンが死ぬという不吉なビジョンを見るようになる。それがこの歪んだ時間の未来なのかと考えたシグマは時を戻す決意をより強固にする。そしてついにシグマ達は自ら出向いてきたディクソンを撃破する。怒りに燃えるクリスティが引き起こした事件も解決し、とうとうクリスティをも倒す。二人の逢魔人はまた寄り添って大時計へと封印されていった。
逢魔人を倒し、これで全てが終わったと思った矢先、あのビジョンの通りシグマの目の前でネオンが貫かれ、消滅してしまう。そして彼の前に現れた真の過去の変革者。それは麟であった。本来の歴史における彼の名は法水麟。自身を封印した黒上家への復讐のためにディクソンとクリスティを解放し、歴史改変を行っていた。彼は変革した時の中に存在し続けられるシグマを何者かと問う。次々と不可解な言葉を口にする麟を前に混乱するシグマだが、麟の口にした「音音（ねおん）が既に死んでいる」という言葉からネオンがいないこの世界を拒絶し、無意識のうちに調律とはまた違う力を発動する。それは世界の存在そのもの否定し、再構成するというものだった。麟は再構築に呑まれて消滅し、シグマは館で目を覚ます。しかしそこに居た少女はネオンではなく、世界はやはり逢魔によって荒れ果てていた。
やがてシグマの前にあの黒衣の男が現れる。その素顔は麟によく似た青年だった。青年は調律者・法水シグマを名乗り、困惑するシグマの様子を見て彼の記憶が無い事を訝しむも、そのまま去っていった。残されたシグマは50年前からほぼ姿の変わらない佳子と、先程出会った少女…ねねの孫である美巫女と対面する。佳子から、現在の黒上家頭首がゆうである事、彼が「調律者」と戦い続けてきた事を聞かされ、守人乱歩の案内でゆうの元を目指す。途中、法水に襲われるもゆうに救われ、シグマの事情を知ったゆうは真実を話す。「調律者」とは、歴史の改変が行われた際にその修正のために時間そのものが生み出す存在であり、「シグマ」とは調律者を指す言葉であった。本来、この世界は逢魔によって滅ぼされるのが正しい歴史であり、黒上家を始めとする使い人が歴史を改変して平和な世界を作り上げていた。法水はその改変を修正し、本来の滅びた世界に戻すべく生み出された。しかし麟が逢魔人と結託して今回の事件を起こし、平和な世界の上にさらに「黒上家滅亡」という改変を上書きしてしまったため、法水は自身の使命を果たすべくシグマが歴史を修正するように仕向けていた。黒上シグマもまた、麟による黒上家滅亡の歴史を修正するために生み出された調律者だったのだ。真実を聞かされたシグマは、先程の再構成の影響で霊体として留まっていたネオンと精神世界で対話する。ネオンの正体もまた調律者であり、よりイレギュラーな「シグマ」であったが、かつて目覚めたシグマによる世界の再構成に身を委ねたことにより自身の存在も再構築され、月弓ネオンとして生まれ変わっていたのだ。ネオンと共に過ごしたあの平和な世界に思いを馳せ、シグマはその世界を取り戻すべく同じ調律者として法水を倒す事を決意。彼の意志を聞いたゆうもまた、ある決意を固めて館へと戻っていく。
ついに法水と対峙するシグマ。しかし法水は既に最強の存在となりつつあり、その戦闘形態「♭ペンデュラム」はもはや別次元の強さと化していた。シグマは成す術もなく敗れ、ネオンも再び消滅してしまう。絶望するシグマだったが、突如としてそこに巨大な人型ロボットが現れた。それはゆうが捧げた命を供物として美巫女が未来へと時を紡ぎ、可能性の未来から召喚した最強の力「対逢魔決戦兵器オルトゴール」だった。美巫女の、ネオンの、そして未来を奪われた全ての人々の願いが込められたオルトゴールに対し、法水はそれを人という生き物のエゴと言い捨てるが、シグマは「たとえ傲慢でも間違いでも、生きる」という確固たる意志の元、オルトゴールを駆って再び法水に戦いを挑む。成層圏を舞台に繰り広げられる、オルトゴールと♭ペンデュラムの時空を揺るがす死闘はシグマが操るオルトゴールの勝利に終わる。法水は「歴史が改変される限り何度でも調律者は生まれる」と告げるも、シグマに「その度に使い人達が未来を勝ち取る。僕らのように」と返され、負けた事実だけは潔く認めて消滅する。シグマもまた、役目を果たして消滅する事を受け入れた上で、最後の調律を行った。そして世界は再構成される。暖かな日差しが差し込む教室で、自身を呼ぶ声にシグマが目を覚ますと、そこにネオンが笑顔で立っていた。シグマは彼女に「おかえり」と告げるのだった。

### 事件
序章と第VI楽章を除いてどの事件もその章限りの出来事であり、解決すれば事件自体が消滅する。そのため、被害者や犯人はその都度変わるが舞台と基本的な配役はどの事件も同じ。しかし事件の起きた時間軸によっては人間関係や根本的な設定が異なる場合もあり、それがトリックやミスリードに用いられる事もある。
序章
平穏な日常を送っていたシグマとネオンだが、突如として逢魔が溢れる世界に放り込まれる。大時計の残骸から時の狭間に吸い込まれたシグマは、何が起きているのかを推理する。
この超推理は最初という事で、正しくない刻音を置くと即座に訂正される。従って、間違った結論を出す事は無く、ボスも存在しない。
第I楽章「老雀毒殺事件」
50年前の黒上家。ある日の食卓にて、トマトのスープを口にした大婆が苦しみ出し、死亡する。テーブルには「赤茄子を啄み死にゆく老雀」という犯行予告のような俳句が書かれていた。
第II楽章「二階で消えた女-名探偵来る-」
黒上家の列車の中からユリ子の無残な死体が発見される。しかしずっと居間に居たねね曰く、ユリ子は二階に上がったまま降りてこなかったという。黒上家は居間を通らなければ二階と行き来はできない。ではなぜ、ユリ子は列車の中で死んでいたのか。そして事件を解くべく、二人の親子が黒上家を訪れる。
第III楽章「黒上館の殺人」
ある日の夕食の最中、第一の事件同様に大婆が苦しみ出して倒れる。しかしその大婆はいつの間にか食堂から消えていた。それに呼応するように起こる連続殺人。次々と犠牲者は増え、遂には黒上館の人間は全滅する。では一体誰が犯人なのか。
第IV楽章「皆殺しに至る時」
逢魔人ディクソンが自ら出向き、歴史を改変して事件を起こす。黒上家に滞在していた母を迎えに麟が館を訪ねると、玄関前でねねが呆然と立っていた。麟に気付いたねねは「みんな…死んでる…」と呟く。その言葉通り、館ではねねを除く全員が死体と化していた。しかしねねの証言と照らし合わせると、これだけの手の込んだ大量殺人がたったの1時間足らずで行われた事になってしまう。果たして犯人はどんな手を使ったのか。
第V楽章「黒上館の殺人II-名探偵 最後の事件簿-」
ディクソンの復讐に燃える逢魔人クリスティが引き起こした最後の事件。またしても食卓で起きた毒殺事件を皮切りに、次々と殺されていく黒上家の人々。麟は母とトランシーバーで連絡を取りつつ犯人を追うが、やがて自身も犯人の手に掛かる。その一方、ゆうの存在が時間軸から消失する現象が起こり、シグマとネオンを混乱させる。
第VI楽章「未来への供物」
最終章。ネオンの消失、調律者の出現、滅びゆく世界で全ての真実を知ったシグマは、自身の望む世界を取り戻すべく最後の戦いに挑む。
事件の調査パートは無く、一本道のラストダンジョンをストーリーに沿って進んでいく。この章の超推理は冒頭から物語全体を取り巻いていた謎を整理して解き明かすものであり、これまでの事件を正しく解決していなければ配置する刻音が分からない場合も。
以下は本編のストーリーとは連続性を持たないエクストラシナリオ。条件を満たすと解禁される。
裏III楽章「渡り廊下の女」
静馬が射殺された。その事実に各々がショックを受ける中、館中に銃声が響き渡る。丁度、庭で茶会の片づけをしていた大婆は渡り廊下を走るメイドの姿を目撃するが…。
神霊の落とし物を全て集めると解禁される章。裏III楽章は「うらみがくしょう」と読む。ややトリッキーな調査、推理が求められる。
第死楽章「恐怖の仮面」
厨房の昇降機の中でねねの死体が発見される。それは強力な大逢魔が守人に憑依して行った凶行だった。守人の体を乗っ取った大逢魔は自身の犯行を隠す様子もなく、逆にシグマ達に見せつけるような力業で堂々と関係者を殺害していく。
本編の全ての事件をAランク以上でクリアし、裏III楽章もクリアすると解禁される。第死楽章は「だいよんがくしょう」と読む。RPGの隠しダンジョン的な章であり、本編とは比較にならない強さの逢魔が蔓延る上、強力な中ボスも複数存在する高難易度シナリオ。反面、犯人が犯行を隠さないため推理の難易度は低く、超推理も事件全体に絡み合った謎を解き明かすのではなく事案一つ一つに対して個別に行う形となる。

## システム
本作には、過去にさかのぼり殺人事件の手がかりを探していく「アドベンチャーパート」（以下、AVGパート）と、そこで調音査コマンドを使用して集めた手がかり（=刻音）をもとに推理を行う「推理」パートが存在する。刻音を使って超推理を完成させると各章のボスが出現し、そこに赴くことによってボス戦に移行。撃破すれば章クリアとなる。

### 探索
殺人事件の舞台となる洋館を捜索を行う。AVGパートの操作は同社の『ファイナルファンタジーVII』などのように、見下ろし型RPGと同スタイル。事件が起きた前後の時間帯を行き来する事で、証拠やどのような出来事や起きていたのかを調べていく。
主人公達が居るのはあくまで時空の狭間であって実際の現場に居る訳ではなく、過去の光景を見ているに過ぎない。そのため、現場に直接干渉したり関係者の聞き込みを行う事は無く、現場に残された魂の影と呼ばれるオブジェクトを調べて時の再演（その時間帯にその場所で起きた出来事を見る）を行う事で情報を集める。一部の証拠品などは、現場に残されているものを直接発見する場合もある。
調音査
AVGの「調べる」に該当するコマンド。探索中はいつでも可能。画面をタッチして怪しい箇所を調べる。基本的に「魂の影」を調べる際に使用するが、証拠を直接調べたり、真実の欠片を探す場合にも使用する。また、特定の物を調べると用語集の項目が追加される事がある。
時の再演
「魂の影」が生じた場所で、その時間帯に起きた出来事を映像として再現する。フィールド上に存在する「魂の影」に調音査を使用すると始まる。再度「魂の影」を調べれば何度でも再演可能。刻音として記録された情報のみならず、時の再演で描かれたやり取りや関係者の台詞一つにも重要な手掛かりが隠されており、これらも注意深く観察しなければ謎は解けない。また、中には画面に表示されず、重要な場所に隠された魂の影も存在する。
刻音
音使いであるシグマが人の会話や状況から重要な音を聞き分け、深層下に刻み込んだ情報の塊。ゲーム上では、事件を解くための手掛かりをアイテムとして視覚化したようなものとして扱われ、これらを使って超推理を進める。「○○と××が会話をした」「○○が△△をしていた」と言った事実そのものや、見つけた証拠品などは全て刻印として入手する。隠された重要な刻音も相応に存在するため、そういったものも隈なく探して発見しなければ真相は暴けない。
刻の移動
大時計に式札を使用することで、事件が起きた前後の時間帯を移動する。行ける時間帯は捜査の進行に伴って増えていく。
式札
十二支＋αを象った式札を使用し、特殊な効果を起こす。敵とのエンカウントを避ける、魂の影を発見する、業逢魔の動きを止める、大時計の間に移動する、など効果は様々。刻の移動にも時間帯に応じた式札を消費する。減った式札はシナリオをクリアする以外にも、特定の行動で回復可能。
真実の欠片
ヒントアイテム。各章の事件を解くヒントが書かれている。館のどこかに隠されており、付近で調音査を行うと光って所在が分かる。また、業逢魔を倒しても手に入る場合もある。
神霊
館の中を逃げ回る特殊な神霊。接触すると戦闘になり、勝てば式札を回復したり隠しシナリオ解禁に必要な刻音が貰える。
業逢魔
館を徘徊する強大な敵。基本的に主人公の動きに合わせて一定ルートを巡回するが、時には主人公を追ってくる場合もある。雑魚の逢魔とは比較にならない強さを持ち、生半可な戦い方では勝利は難しい上に倒しても経験値を得られないものの、撃破できれば式札の回復や真実の欠片を落としたりと見返りもある。

### 超推理
AVGパートで集めた刻音をもとに推理を行う。推理は主人公の思考を表現したボード上の画面に刻音を配置する形で進める。画面上では考える謎（思考の闇）がアイコンで表示され、それに隣接する位置に関連する刻音を配置していく。刻音を配置すると正解の如何に関わらず思考の闇は晴れていく。位置によっては一つの刻音で複数の闇を晴らす「思考連鎖」が発生することもあり、また刻音の組み合わせで新たな刻音が生み出される場合もある。このようにシステム上でもいくつもの謎と情報が複雑に絡み合っているため、事件を完璧に解き明かすのは容易ではない。配置した刻印は取り外せず、一段階戻すと言った機能も無いため、やり直す場合は推理をまた最初から始めなければならない。基本的に事件の調査を一通り終えてから行うが、時にはストーリー進行のために途中まで推理を進める必要もある。
推理が完成すると主人公による解説が成され、規定の場所にボスが出現する。事実とは異なっていても完成させることができ、刻音の配置に応じた結論と解説が展開される。しかし配置の仕方によっては、主人公が無茶苦茶な結論を出したり、途中で推理を放棄してしまう場合もある。
この結果に応じてボスである大逢魔や逢魔人の強さが変化する。間違えたり解けなかったとしても超推理を完成させさえすればボスと戦えるが、推理結果が真相に近い程ボスは弱体化し、逆に間違えればそれだけ強いボスと戦う羽目になる。また、楽章クリア時には結果がS～Dのランクで表示され、真相からかけ離れている程クリアランクは下がっていく。推理完了時にも○、△、×で大雑把な判定はされる。ボスと戦う前なら何度でも再推理が可能。

### バトル
AVGパートでは、捜索中に敵と遭遇する。戦闘は同社のファイナルファンタジーシリーズで馴染み深いATB方式を踏襲したシステムが採用されているが、式札や神降ろしは本作の特徴的なシステムである。
戦闘はヒロインであるネオンが1人で担当、主人公であるシグマはプレイヤーと同視点で彼女に指示を出す事で様々なサポートを行う。ネオン自身はバトルフィールドの中央に位置し、周囲に展開した逢魔を戦闘コマンドに該当した式札を選んで戦闘を行う。プレイヤーはネオンを直接は操作できず、手持ちの式札を使用することでその式札に応じた「技」を発動させていく。従って技以外の行動は取れず、個別のコマンドは存在しない（回復や防御の技はある）。式札は次の神・曲・技の3つの特性を持つ。
神
ネオンに神降ろしを行うことで、彼女の特性を術・剣・銃にそれぞれ変更することができる（ジョブチェンジ）。それぞれ使用できる戦闘コマンドや得意な戦闘方法が変化するほか、ネオンも別人格となるためAVGパートでの会話も変化する。また、特定のジョブでなければ発見できない手がかりなども存在する。
- 術者：強力な回復と防御を豊富に扱える。方向攻撃、全方位攻撃の種類は他2つのジョブに劣る。クラスは順番に時空の札使い、偉大なりし術者、麗しの魔法娘々の段階で強くなっていく。この姿の時はネオンの人格に変化は無い。
- 剣士：超強力な方向攻撃を誇るジョブ。クラスが上がれば全方位攻撃も強力なものを修得するが、回復や防御は少ない。クラスは順番に闇を斬る騎士、歴史を導く剣豪、天然少女剣士の段階で強くなっていく。
- 狙撃手：強力な全方位攻撃を多く扱えるほか、あらゆる方向に対応できるジョブ。回復の種類は剣士より上だが、防御の種類は心許ない。クラスは順番に冒険する狙撃手、真実に挑む銃手、神聖機関銃少女の段階で強くなっていく。

曲
戦闘中に流れる楽曲を変更することができる。楽曲は3つのイコライザー（式力ゲージ）の上昇速度に影響しており、その速度によって技が出せる（コマンド選択）までの時間が変わってくる。
技
戦闘コマンドに相当し方向攻撃や全方位攻撃、回復、防御などがある。またマップ中で使用すると様々な効果を得ることができる。

### 用語集
メニュー画面から参照可能。本作の登場人物や設定についての解説が見られる。ほとんどの解説にはネオンの補足（個人的意見、感想含む）が付く。本作の設定の多くは本編では語られず、この用語集で詳しく解説される。ただし、ほとんどの項目には解禁条件が存在し、中には「超推理で最低ランクを出す」「調音査で特定の部分をタッチする」「隠しシナリオクリア後に本編の各章を再びクリアする」と言った条件もあるが、これらに対するヒントは作中には存在しない。
クリアしたイベントの再閲覧もここで行う。一度イベントを始めるとスキップ不可。

## 登場人物

### 主要人物
黒上 シグマ（くろがみ シグマ）
声 - 小野大輔
本作の主人公。古くから続く使い人の一族、黒上家の次期頭首。17歳で、黒上家が経営する学園の学生でもある。黒上家の持つ力は「音使い」とされ、「逢魔」が歪めた時間軸を本来の流れに戻す「調律」の能力を持つ。戦闘では自らは戦わず、演奏と式札によってネオンに指示を出す。優等生である一方、普段は宿題を忘れたり遅刻を気にしなかったりとあまり良くない生活態度で勝手気ままに過ごしている。冷静沈着で大人びた性格だが、使い人として人々を助ける事に躊躇は無く、日々修行に励んでいる。趣味は読書。学園では「ネオンをドーナツで餌付けしている」と有名。
その正体は歴史の改変を修正すべく時が生み出す存在「調律者」の一人。「シグマ」とは調律者を指す言葉であり、本来は人名ではない。彼の場合は麟による「黒上家滅亡」の歴史を修正するために、黒上ゆうをベースに生み出された。しかしオリジナルであるゆうが未来への時渡りを行った不安定な存在であった事と、そのゆうの覚醒によって起きた時の爆発によって調律者としての記憶を破壊される。その後、自身の存在を保つためにゆうの記憶を元に世界を再構築し、その中で黒上家次期頭首の学生「黒上シグマ」となった。
法水を倒した後は平和な世界への調律を果たして消滅するが、その意識は記憶の一部と言う形で新たな世界のシグマへと受け継がれた。
月弓 ネオン（つきゆみ ネオン）
声 - 平野綾
本作のヒロイン。シグマの幼なじみで同級生。「札使い」の力を持つ月弓家の人間。神霊を憑依させる「神降ろし」の術と、神霊の力を封じた式札をシグマが制御する事により、逢魔を滅する事すら可能な戦闘能力を誇る。ただし、憑依させた神霊は自身では制御が出来ないため、音使いであるシグマの奏でる曲と式札の力があって初めてその力を活かせる。シグマとネオン、どちらも一人では逢魔と戦う事が出来ず、パートナーの存在が不可欠となる。彼女自身は明るく素直な性格だが、神降ろしによっては人格が大きく変化する事もある。また、神降ろしの影響で体の燃費は非常に悪く、異常とも思える程に食欲が旺盛である。ドーナツが好きで、コーラで流し込むという不摂生な食べ方を好む。
彼女もまた調律者であり、ねね（月弓音音）をベースとして生まれたシグマ（月弓シグマ）である。ねねがゆうを守るために行った未来への時紡ぎに対して生み出された調律者だが、本来は未来への時紡ぎは調律者にすら不可能であり、その調律のために生まれた月弓シグマもまたイレギュラーな「シグマ」であった。調律すべき時はゆうが飛ばされた50年後であったため、それまで世界に留まる事になった月弓シグマはいつしか人間界へと溶け込んで行き、やがてゆうがベースとなった「シグマ」（黒上シグマ）が生まれる事を知った後は、彼に会う事だけを心待ちにするようになった。そして生まれた黒上シグマの世界構築に身を委ね、彼の幼馴染の少女へと再構築された。同時にオリジナルであるねねの本名をそのまま名乗るようになり、「月弓ネオン」となった。
物語終盤、シグマの調律によって自身が生まれた原因となる事件が消失したため、存在意義を失い消滅する。しかしシグマがネオンを取り戻すと言う意志で世界の再構成を行った事と、シグマの存在によってネオンが調律すべきだった世界が揺らぎとして再び現れつつあったことで、霊体のような形で復活する（実体としては存在しないが、逢魔との戦闘は可能）。法水シグマに敗れて再び消滅するも、その心はオルトゴールの機体に宿り、最後までシグマと共に戦った。最後の調律の後は平和な世界にて、その世界におけるシグマの本当の幼馴染として生まれ変わる。
闇を斬る騎士、歴史を導く剣豪、天然少女剣士
神降ろしによって剣士に変化した状態。剣での攻撃を主体し、多数の剣をスカート状に携えている。性格もクールになり、淡々とした冷静な物言いが特徴。しかしクールが行き過ぎて支離滅裂な発言や人を食ったような言い回しも多用する。
冒険する狙撃手、真実に挑む銃手、神聖機関銃少女
神降ろしによって銃使いに変化した状態。短い髪に動きやすい服装と言う見た目通り、性格も明るくはつらつとしている。一方、オリジナルよりも勝気で、少々がさつな一面も。

### 使い人の一族
黒上 静馬（くろがみ しずま）
シグマ達が住む時より50年遡った時代での黒上家頭首であり、かつて2度起こった世界大戦において、裏で暗躍していた逢魔との戦いを繰り広げた使い人。シグマと同じ「音使い」。片腕が不自由な使い人達を統率する立場として、物静かながらも威厳ある佇まいの男性。長い戦いの中で身体を壊し、動かない片腕を始めとする障害を背負っているが、その身を削って人々を救ってきた立場故に人望は厚い。大逢魔によって引き起こされた事件に時には被害者として、時には犯人として幾度となく巻き込まれる。
黒上 佳子（くろがみ よしこ）
声 - 小林ゆう
静馬の妻であり、黒上家頭首夫人。30代半ばだが年齢を感じさせない若々しさと、落ち着いた雰囲気を持つ。しかしその佇まいからは想像も出来ないほど静馬と共に数々の修羅場を潜り抜けてきた。裁縫が趣味。逢魔人の歴史改変に巻き込まれ、幾度となく事件の関係者となる。殺害される際は決まって密室殺人の被害者となる。
旧姓は「九条」で、家系の持つ力は「風使い」である。その力によって新陳代謝のコントロールが可能であり、老化を抑える事が出来る。物語終盤、現代にてシグマと対面した時にも、齢80を超える高齢でありながら50年前とほとんど変わらない若々しさを保っていた。外見だけではなく実力も健在で、最後の戦いでは館を襲撃する逢魔の群れをたった一人で食い止めていた。
仮面の執事 / 守人（もりと）
声 - 藤原啓治
黒上家に代々仕える守人家の人間。守人家は使い人ではないが鍛え上げた肉体と鍛錬を積んだ武術により逢魔とも互角に渡り合う一族で、その力を持って仕える御家を守護する。
作中では現代や過去、平行世界などで何人もの仮面の執事が登場するが、いずれも別人。現代の守人はシグマの家の執事。過去の守人は静馬に仕える執事で、時に被害者、時に犯人として事件に巻き込まれる。
クリア後の第死楽章でも大逢魔に憑依された事で正気を失い、事件の犯人となる。しかし犯行の瞬間となる魂の影を堂々と残してシグマ達を挑発したり、何度もシグマ達の前に現れては己が思想を説くなど、彼自身が悪人であるかのような扱いを受けていた。
守人 乱歩（もりと らんぽ）
声 - 藤原啓治
最後の世界における守人。ゆうに仕える執事であり、シグマの乗る列車を運転する。守人の血筋通り肉弾戦が得意で、調律者相手には今一歩及ばないものの、使い人がほとんど滅び去った世界でもゆうと共に戦い続けている。最後は立ち塞がった大逢魔に列車ごと突っ込み、シグマを決戦の地へと送り届けた。
黒上 梅（くろがみ うめ）
黒上家の大婆で、静馬の母。戒律に厳しい。姫籠の家の出であり、本来は遣える立場にある黒上家に嫁いだ事は周囲を騒然とさせたと言う。

姫籠 ユリ子（ひめかご ユリこ）
黒上家に仕えるメイド。身の回りの世話から家事全般までこなす。姫籠家は代々逢魔封印の力を持ち、大時計の結界の管理を行う他、有事には使い人として逢魔と戦う。特に守人とのコンビネーションは抜群で、大逢魔すらも倒すほど。
彼女の眼鏡は絡繰り使いの父の形見であり、視るだけで効力を発揮する結界を生み出すべく力を蓄えるために掛けている。大時計の封印が解けた時のための万が一の保険であり、視力が悪い訳ではない。そのため、事件によって掛けていたりいなかったりする。
「大時計の封印が解ける」と言う事実を確定させるためには、姫籠の人間であるユリ子の存在は最大の障害であり、どの事件でも必ず死の運命に巻き込まれる（例え彼女が犯人であっても）。
ねね / 月弓 音音（つきゆみ ねおん）
黒上家に住まう少女。札による占いを得意とする。口数が少なく、不思議な雰囲気を纏うが、義弟のゆうに対しては良き姉として接する。トマトが嫌い。
静馬と佳子の娘として黒上家で暮らしているが、実際は月弓家からの養子であり、黒上の血は引いていない。そのため、逢魔人の「黒上家滅亡」と言う目的ではターゲットから外れている（ただし、事件によっては何らかの理由で殺害される事はある）。
ねねとは幼名で、本名は月弓音音。ネオンのベースとなった人間である。最後の事件にて、凶行に走った犯人からゆうを守るべく、本来は不可能とされる未来への時紡ぎを成功させてしまう（その際にゆうは50年の時を超え、残ったねねは犯人に殺害された）。それにより、彼女をベースとした「シグマ」であるネオンが生まれ、未来に飛ばされたゆうは時空間においても不安定な存在となった。本来の歴史では若くして死ぬ運命には無いが、最後の世界ではゆうの未来への時渡りの影響で彼と死の運命が逆転しており、（時期は不明だが）既に交通事故でゆうを庇って他界している。その当時の姿はネオンに瓜二つだった。
黒上 ゆう（くろがみ ゆう）
声 - 小山力也（壮年期）
静馬と佳子の息子であり、次期黒上家頭首となる少年。黒上家の血筋として強大な力を秘めている。幼いながらも頭脳明晰だが、性格は年相応。義理の姉であるねねとは仲が良い。平行世界において不安定な存在であり、時には存在そのものが消える事もある。
本来の歴史では交通事故で死ぬ運命にある。しかし最後の事件の際、ねねによって未来へと送られて不確かな存在となったことにより、平行世界においても運命が変わり、本来死ぬ運命に無いねねの犠牲によって生き残る事となる。その延長線上である最後の世界では成長して黒上家の頭首となり、50代のころには父・静馬に瓜二つの壮年男性となっていた。その力は全盛期の父すら遥かに凌ぎ、大時計を介する事無く時の狭間を作り出す事も可能。滅びつつある世界にて、最強の調律者である法水シグマと互角の戦いを続けている。また、青年時代は自身がベースとなって生み出された黒上シグマに瓜二つであった。
終盤、法水に襲われたシグマと守人の危機を救う。シグマに真実を話した後、彼が自分をベースに生まれた調律者である事と、姉をベースに生まれたネオンが共に在る事を悟る。その後、「自分がするべき事をする」ために館に戻り、美巫女に未来へ時を紡がせ、自身の命と引き換えに異なる可能性の未来から対逢魔決戦兵器オルトゴールを召喚。シグマとネオンを勝利へと導いた。
譲葉 芙蓉（ゆずりは ふよう）
麟の母親。言の葉の揺らぎから真偽を見分ける能力を持つ譲葉の頭首。使い人であるが戦闘能力は持たない。一方、その能力から逢魔が関係しない事件でも活躍の場があり、警察に協力する形で様々な事件に対応している。その経験上、非常に冷静沈着な性格であり、何に対しても物怖じしない。静馬や大婆とは旧知。
譲葉 麟（ゆずりは りん）
芙蓉の息子であり、芙蓉をもしのぐ譲葉の能力を持つ少年。途中から芙蓉と共に館に現れ、事件に巻き込まれていく。母同様に冷静沈着かつ頭脳明晰であり、事件発生当時の時間軸における探偵役も務める。
当初は大婆ですら存在を知らず、芙蓉が隠していたのではないかと言われる。実際の彼は譲葉ではなく、使い人の「源流」にあたる法水の人間であり、譲葉には養子として迎え入れられている。
美巫女（みみこ）
声 - 平野綾
ねねの孫で、ネオンに瓜二つの少女。しかし性格は引っ込み思案で、ねねやネオンとは似ても似つかない。内に秘めた力はねねをも凌ぐ。
幼少期より自分には重大な使命が与えられている事を察しており、最終決戦時にはゆうと共に最後の時紡ぎを行い、オルトゴールをシグマへと託した。

### 過去の変革者
ディクソン
声 - 稲田徹
逢魔の頂点に立つ「逢魔人」で、同じく逢魔人であるクリスティと恋人同士のように振る舞っている男。今回の事件の首謀者の一人。感情を剥き出しにした荒々しい性格で「いけすかねえ」が口癖。大時計に封印されていたが、何者かに解き放たれ、黒上家滅亡の歴史を生み出すべく事件を起こす。最後は自ら犯人に憑依して黒上家を全滅させる事件を起こすも、事件の謎を解き明かしたシグマ達に追い詰められ、力を奪われたことを気遣うクリスティを敢えて下がらせ、逢魔形態に変身してネオンと戦いを繰り広げる。敗北後は大時計に再び封印され、その後、同じく敗北したクリスティと共に封印の彼方へと消えて行った。
ラウドバンコラン
第IV楽章のボス。ディクソンの逢魔形態。スピーカーが付いた暴れ馬のような姿をしている。
クリスティ
声 - 能登麻美子
逢魔人であり、ディクソンと恋人同士のように振る舞っている女。今回の事件の首謀者の一人。ディクソンが倒された後は激しい復讐心に憑りつかれ、最後の事件を起こす。対決時は逢魔形態へと変異して襲い掛かるも、調律の所為で本来の力を出せずネオンに敗れ、大時計の中でディクソンと再会を果たし、共に再び封印された。彼女が起こした事件が、結果としてネオンの誕生とシグマの起源に繋がっている。二人とも逢魔人の中ではまだ若く、比較的力も弱い部類とされる。
ミス・エルキュル
第V楽章のボス。クリスティの逢魔形態。巨大なアコーディオンを持った異形だが、ベースのイメージが反映され、どことなく女性的な外観となっている。
法水 麟（ほうすい りん）
声 - 福山潤
本来の歴史における麟。黒上家滅亡の真の首謀者。戦時中、法水の研究者が偶然生み出した逢魔と人間のハーフの兄妹の片割れであり、その存在を標として逢魔が現世に溢れ出し、やがて世界は滅亡へと向かう。黒上家ら使い人は歴史を変える事で平和な世界を取り戻すも、法水兄妹は依然として世界に存在し続け、それだけで世界に歪みを生んでしまっていた。そのため、二人は大時計に封印されるが、後に生まれた法水シグマが気まぐれで自身のオリジナルの封印を解いてしまう。自分達を封印した黒上家への復讐に燃える麟は、妹の命を犠牲に時を渡り、逢魔人等と共謀して今回の事件を起こした。尚、妹の方は病弱で、兄ほどの力は持っていなかったとされる。
最後の事件を解決したシグマの前に現れるも、ネオンのいない世界を認めなかったシグマが行った再構築に飲まれ、消滅した。エピローグでは彼のものらしき声が聞こえるが詳細は不明（用語集ではシグマが望めばそこに「彼」や「彼女」もいるとされている）。

### 調律者
黒衣の男 / 法水 シグマ（ほうすい シグマ）
声 - 福山潤
時の狭間に呑まれたシグマの前に姿を現し、謎めいた言葉を残しつつ彼等を導く黒いコートの人物。振る舞いや体格から男性である事はうかがえるが、素顔は見えず声もボイスチェンジャーを使ったかのように変えている。シグマに時の狭間に渦巻く「無限の死」の存在を教え、元の世界に戻すように告げる。その後も逢魔人に襲われて窮地に陥っていたシグマとネオンを救ったりもしている。
その正体は調律者である法水シグマ。黒上や月弓と言った使い人達によって紡がれた平和な歴史を調律し、本来の「逢魔に滅ぼされた歴史」に戻すべく生み出された存在。ベースは法水麟。長い間、使い人達と戦い続けたため、歴史が元に戻ろうとする力の増大に伴って最強の存在となりつつある。しかし、自身のオリジナルとなった法水麟によって引き起こされた歴史改変は自身の力では調律できなかったことから自分が調律できる世界に戻すために、その役目を与えられた黒上シグマを導いていた。正体を隠していたのは、自身のオリジナルである麟との接触を避けるためと、万が一出会った際にそれによって生じる時の歪みを最小限に抑えるためである。
法水麟を解き放った張本人であり、期せずして黒上家滅亡の歴史や多数の調律者が入り乱れる混乱を生み出した全ての元凶と言える。しかし調律者としての使命には極めて忠実であり、黒上シグマによる調律と言う目的を果たした後は自身の使命を完遂すべく大時計の元へ向かう。最終決戦では時の流れに逆らうシグマの意志を否定すべく巨大形態へと変貌し、生身のシグマとネオンを一蹴する。しかし最後はシグマの操縦するオルトゴールに敗北し、シグマとは最後まで相容れずも敗北は認め、潔く世界から「退場」した。
♭ペンデュラム（フラットペンデュラム）
第VI楽章のボスであり、本作のラストボス。法水シグマがその有り余る力を存分に発揮する特殊形態。異形の時計に人型の上半身が付いたような姿で、両の腕は切り離して独自に行動させる事も可能。それまで対峙した逢魔とは比較にならない巨大さと、その外見に違わない凄まじい強さを誇り、生身とシグマとネオンでは全く歯が立たなかった。召喚されたオルトゴールとの最後の決戦を繰り広げるが、ラストバトルではその規模の違いを表すように、敵味方共に与えるダメージが通常時とは桁違いの数値となる。

## キーワード

### 使い人関連
使い人
逢魔と戦う特殊能力の持ち主の総称。その多くは血に依存し、代々受け継がれているが、その強さや種類は一定ではなく、完全に無くなったり逆に突如として目覚めたり、能力の方向性が変わる事すらもあると言う。
本編では主に音使いと札使いが該当するが、他にも水や火と言った元素を操る者、刀使い、絡繰り使い、言の葉、封など様々な使い人が存在し、一部は作中にも断片的に登場する。使い人の本流にあたる黒上家が統率しているが、現在では過去の戦争で散り散りになった上に血も薄まっているために正確な人数は不明。
神と呼ばれた人々のいた時代の直血（神代の血）とも言われ、一説では黒上家は国之常立神、月弓家は月読の血筋とされるが真偽は不明。ただし、用語集によると、ここで語る神とは人神であって超次元の存在ではないとの事。
音使い
使い人の一種で、音を媒介にして様々な奇跡を起こす一派。黒上家が代々得意とする。作中ではシグマが調音査で刻印を作り出す、神降ろしで降ろした神霊を神楽（BGM）によって導く、時紡ぎで時間帯を移動する、などの力を発揮する。
札使い
神霊と契約を交わし、式札を生み出す事によって様々な奇跡を起こす使い人。月弓家が代表的。ネオンが使用する「神降ろし」はその術の一つである。札使い自体が使い人の中でも貴重であり、既にほとんど生き残っていないとされる。
超推理
シグマの特殊能力の一つ。刻印と解き明かすべき謎の連結を繰り返すことによって、求める事象の結論を導く。
時の調律はこの超推理によって導いた結論を元に行われるが、どんな謎でも解き明かして結論を出すため、間違った推理ではとんでもない結論を出したり、適当に片付けて無理矢理調律を行うような事も。
時の調律
音使いの能力の一つで、過去の修復を行う。逢魔は過去に干渉し、その改変を固定させる事で歴史の再構築（過去改変）を行う。
使い人はその逢魔が干渉した一部始終を調べ上げ、その推理に基いて時の調律を行う事で、逢魔が過去改変の固定に割いていた力を奪う事が出来る。そのため、逢魔の干渉内容に近い調律を行う（＝真相に近い推理を行う）ほど、逢魔の力を削ぐ事が出来る。
調律を行わずとも元凶の逢魔さえ倒してしまえば簡単に歴史は修正できるが、作中で事件を起こしている大逢魔や逢魔人は通常ではとても太刀打ち出来ない力を持っているとされるため、超推理による時の調律が必要となる。
調音査
音使いの能力の一つで、対象に音を奏でるとその対象が持つ情報を刻印として入手する事ができる。情報を発する対象にのみ効果があり、主に逢魔の残した痕跡や過去の人々の強い意志、心の残滓に反応する。
魂の影
過去の人々の想いや残留思念が時の狭間に映し出されたもの。調音査を行う事でその場にその時間帯に起きた出来事を再現する「時の再演」を行う事ができる。再演では事実のみが映し出され、そこに嘘や偽装は存在しない。逆に言えば映し出された以上のことは判らず、また魂の影の無い場所では時の再演は行えない。
神霊
札使いが感じ取る超自然的な意志や力の方向性。存在は極めて曖昧であり、草木に眠る静かな気や天空に漂う荒ぶる気、時には形を持ち、言葉を話す変わったものも存在するなど、「八百万の神々」と称されるほど無数に存在する。
ネオンはこれらを十二支に例え、12の方向に納めて具現化、式札化している。ただし、今回の事件では13以上の力が存在するため、十二支に含まれない種類の式札も存在する。作中では時の狭間に存在する強力な神霊の力を借りているため、ネオンの力は平時よりも強化されている。これに時の調律による敵の弱体化も加えてようやく大逢魔や逢魔人と渡り合える形となっている。
神降ろし
札使いの術の一種。契約した神霊を自らの肉体と同化させ、超人的な戦闘力を得る。しかし神霊は術者自身にはコントロールが出来ないため、音使いが奏でる神楽によって制御しかつ式札によって導く必要がある上、術者自身も神霊の影響で外見や性格が変化する場合がある
神霊は時を超越した存在であり、神降ろしを行う事は自分の在り方が時間軸を含めて別次元の存在となる事を意味するため、「変化した」と言う認識は本人はほぼ無い。一方、魂そのものは同一であるため、思想や行動と言った根本的な本質は元のままである。
時紡ぎ
音使いの術の一つ。時の狭間に音使いの力によって時間軸という方向性を与え、他の時代への道を紡ぎ、安定させる。黒上と月弓の秘中の秘とされる技。
作中ではシグマ達は式札を使って他人の紡いだ時を繋げ直している。
莫大な神力と「あるもの」を必要とし、ほとんどの使い人は使う事はできない。その「あるもの」とは使い人の血と魂であり、また、狭間で失われる魂は輪廻から外れて逢魔人を生むと言われ、使い人にとっては最大のタブーとされる。
時渡り
時紡ぎで作った道を渡り、直接時間跳躍を果たす術。凄まじい神力とそれをコントロールする繊細さが必要であり、それが可能な人間は使い人の中でも数世代に1人とさえ言われる。
通常であれば過去にしか跳べないはずだが、作中ではねねが未来への時渡りを実現させ、それは調律者を一人生み出すほどの影響を時空に与えてしまった。
大時計
神代の時代より黒上の館に存在する時の封印。時計の形をしているが、それは封印が取った形態の一つに過ぎない。時の狭間への道を閉ざし、自動調律する「結界の歯車」によって逢魔が外の世界に現れる事を防いでいる。管理は姫籠家が担当している。
時の狭間はあらゆる時間に繋がり、その狭間に繋がる大時計は時を超えるタイムホールとも成り得るが、上述の通り、その代償として使い人の命を喰らう。

### 逢魔関連
逢魔（おうま）
時と時の狭間に存在する魔物。狭間の世界より人の意志に干渉し、深層意識下から心を捻じ曲げる事（「魔が刺す」とも）で、狂気に走らせる。これによって悪意を植え付けられた人間にはその自覚は一切無く、凶行後には自分の不可解な行為に対する疑問だけが残る。時間から逸脱した存在であるため、強力なものになると過去に干渉して歴史すら狂わせてしまう。
力の弱い逢魔は封印の影響も小さく、現世に現れてしまう事もある。これらを討伐する事も使い人の使命の一つである。用語集のネオンの言によると、以前ネオンの友人に憑依した事もあったとの事。
大逢魔（だいおうま）
強力な逢魔であり、歴史を捻じ曲げるほどの強大な影響を人に与え得る存在。使い人の中でも上位能力者しか渡り合う事が出来ず、時の調律無しで倒す事は難しい。ただし、強力な逢魔は時の狭間の彼方に封印されている上、力に比例して封印の影響を強く受けるため、強力であればあるほど封印は解けにくいとされる。
作中では各事件の犯人に憑依して事件を引き起こすボスモンスターとして登場。
業逢魔（ごうおうま、カルマ）
人に干渉し過ぎたために、その人間の負の感情や業の影響を強く受けた逢魔。
意識や思考はほぼ無く、決まったルートを徘徊したり感知した人間に近づくだけの存在だが、その力は個体差はあれど、大逢魔以上とも言われる。しかし消滅する際には奇跡を起こすとされる。
逢魔人（おうまびと）
人の姿を取った上位逢魔。思考や立ち振舞も人と変わらなく見えるが、その心は世界や人（特に使い人）への激しい憎悪が渦巻いている。その力はあらゆる逢魔を凌ぎ、一人の逢魔人が解き放たれるだけで世界の在り様が変わるとされる。現在確認されている逢魔人は33人で、全て厳重に封印されている。その実態は神代の血を受け継ぐものの命が大時計に贄として喰われ、輪廻から外れた末の成れの果て。
戦闘時にはその力を発揮するために人の姿を捨てて逢魔形態に変異する。その姿は個体によって異なるが、中には山ほどの巨大な姿になった者も居ると言う。

### その他
時の狭間
時紡ぎによって辿り着く、時間と時間の狭間に存在する世界。本作の主な舞台。
狭間の世界は隣接する現実世界の同位元素を取り込み、再構成して疑似世界を生み出す。作中では、例えばある事件で「12の刻」への時紡ぎを行えば、該当する事件のあった日の12時の状況が疑似世界として構成される。主人公達が探索する洋館はこの原理で構成された疑似世界であり、実際の洋館ではない。時間帯の移動も前述の通り、別の時間帯の疑似世界を新たに構成し直しているのであって、主人公達自身が時間移動している訳ではない。また、時の狭間には逢魔が巣食っているため、調査中は敵との遭遇（エンカウント）が発生する。狭間そのものに時は存在せず、疑似世界も時の止まった世界のように認識できる。
調律者 / シグマ
時が歪みを戻そうとする力の具現。歴史の改変を調律し、本来の歴史に戻すために「時」そのものが生み出すカウンター的存在であり、世界からずれた存在として「シグマ」とも呼ばれる（シグマはラテンアルファベットで「S」を示し、「S」は音楽用語で各オクターブから半音ずれる変ホを指す）。
何らかの外的要因で大きな歴史改変が生じると、その時代で最も強力な力を持つ者をベースに形を取る。歴史そのものを再構築する調律の他、使い人すら太刀打ち出来ないほどの強大な力を持つ一方、自身に与えられた使命以外の調律は行えず、また、役目を終えれば最後は消滅する。作中にはゆうをベースとした「黒上シグマ（シグマ）」、ねねをベースとした「月弓シグマ（ネオン）」、麟をベースとした「法水シグマ（法水）」が存在する。本来、苗字は存在しないが、シグマが黒上シグマを名乗っていた事に倣って法水も法水シグマを名乗っている。
しかし黒上シグマの場合はベースの時点から不安定な存在だった事と、記憶を失ったイレギュラーな調律者である事から、本来の使命の枷には囚われず行動している。また、月弓シグマは黒上以上にイレギュラーな調律者である事と、既に月弓ネオンとして存在を再構築されている事から同じく行動に制限は無いが、存在意義を失った際には一度消滅している。
平行世界（ハーモニクス）
時空の混乱によって生じるパラレルワールド。調律者の使命はそれらを調律によって1つに戻す事である。ハーモニクスとは音楽用語で「倍音」を意味し、成分の集合に分解した時、理論上には無限の広がりを持つそれと世界の有り様をかけているとされる。
不安定な存在
あるいは「不確かな存在」とも。未来への時渡りを行ったゆうを指す。平行世界での人の存在はその時間に生きているか否かではなく歴史の繋がりに存在があるか無いかだが、ゆうに関しては未来と言う不確定な時へ渡ったがために彼個人の歴史の繋がりに不透明な空きが出来てしまう。そのため、平行世界においてもゆう自身の個としての存在が不安定になっており、突如として時間の流れから存在が消えたり、また現れたりする。
本来の歴史
この世界の本来の歴史とは、法水兄妹を標として逢魔が現世に溢れると言うものである。それを使い人達が歴史改変を行う事で平和な世界を作り上げた。法水シグマはこの世界を本来の姿に戻すべく生まれたが、彼が解き放った法水麟と逢魔人がさらに過去を改竄して「黒上家滅亡の歴史」を作り上げてしまう。その過程で「ねねによるゆうの未来への時渡り」が発生し、月弓シグマが誕生。さらにこの黒上家滅亡を修正する調律者のベースとして、未来への時渡りで不確かな存在となったゆうが選ばれてしまったために、記憶を失ったイレギュラーな調律者・黒上シグマが誕生してしまう。これによって幾重もの歴史改竄と、複数の調律者を抱えた混沌とした状態に陥ったのが、本作の時空である。
物語冒頭でシグマ達が暮らしていた世界は、使い人によって改変された平和な世界である（正確にはシグマがゆうの記憶を元に、自身が存在できるようにさらに再構築した世界）。その後の突如変貌を遂げた世界は、法水麟と逢魔人によって黒上家が滅亡させられた世界。終盤でシグマが辿り着いた世界は、調律者である法水シグマが勝利しつつある事で本来の逢魔に滅ぼされた歴史に戻りかけている世界である。最終的に法水を倒したシグマによって再び平和な世界が紡がれ、シグマとネオンも新たな命としてその世界で生きて行く事となった。
対逢魔決戦兵器オルトゴール
シグマと法水の最終決戦の時点で存在する可能性の未来「使い人と調律者が戦い続けた世界」で開発された人型巨大ロボット。最強となりつつあった法水を倒すために美巫女が可能性の未来へと時を紡ぎ、ゆうが自らの命を捧げる事によって召喚された。コクピットはシグマの持つタクトがキーになっており、黒上家で建造された事がうかがえる。
その性能は操縦者と機体に宿る心に比例し、ネオンの心が宿り、シグマが操縦する事によって単機で逢魔人を倒せるほどの力を発揮。正に別次元の強さであり、最強と化しつつあった♭ペンデュラムとも対等に戦える。作中ではラストバトルの連戦でのみネオンに代わって操作するが、この性質上、操作方法自体は通常の戦闘と変わりない。

## スタッフ
- ディレクター、シナリオ：千葉広樹
- キャラクターデザイン：仲秋勇作
- コンポーザー：浜渦正志
- プロデューサー：北瀬佳範

## テーマソング
テーマソング『Harmonia vita』
歌 - 平野綾 / 作詞 - 畑亜貴 / 作曲 - 斎藤真也
本作のために世界観をイメージして作詞された。

## 楽曲
ここでは「シグマハーモニクス オリジナル・サウンドトラック」に収録された順番に掲載する。ゲーム未収録曲も含む。
| トラック番号 | 曲名                                  |
| ------------ | ------------------------------------- |
| 01           | もう1つの明日                         |
| 02           | さざなむ夢                            |
| 03           | 時の残滓                              |
| 04           | 黒き導き                              |
| 05           | 流れし刻                              |
| 06           | 狭間を流離う                          |
| 07           | 穏やかな音色                          |
| 08           | 近づく深淵                            |
| 09           | 希望与えし「戌吠の神楽」              |
| 10           | 封印完了                              |
| 11           | 歪んだ悪夢                            |
| 12           | 魔を刺されし人                        |
| 13           | 光り誘う「鐵牛の神楽」                |
| 14           | 神降ろし                              |
| 15           | 浸食する闇                            |
| 16           | 紡がれる時                            |
| 17           | 心奮わす「窮鼠の神楽」                |
| 18           | 表出せしは「大蛇の神楽」              |
| 19           | 人の形作りし恨み                      |
| 20           | 呼び求める三重爪                      |
| 21           | 悠久の果て「山鯨の神楽」              |
| 22           | 安寧在らざる「白鳥の神楽」            |
| 23           | 侵攻せしめし「若駒の神楽」            |
| 24           | 暗夢より始まる「羊神の神楽」          |
| 25           | 緩り進みし「猩々の神楽」              |
| 26           | 天上天牙「獣王の神楽」                |
| 27           | 麗らかなるかな「龍神の神楽」          |
| 28           | 恐怖の先にある希望                    |
| 29           | 逢魔が時に視るもの                    |
| 30           | 其が奏でるは「魔奏曲」                |
| 31           | 悲涙                                  |
| 32           | 言の葉は揺すられた                    |
| 33           | 終極へ導くは「月精の神楽」            |
| 34           | 転回せしめるは時の悲鳴                |
| 35           | 彼の者は誰時に                        |
| 36           | やがて訪れる時                        |
| 37           | Harmonia vita（SIGMA Mix） 歌：平野綾 |

## 関連商品
- シグマハーモニクス オリジナル・サウンドトラック
- シグマハーモニクス 公式ガイドブック
- -SIGMANIAX- シグマハーモニクス ザ・コンプリートガイド+公式設定資料集（発行：アスキー・メディアワークス）